# Варикур
Варику́р (фр. Variscourt) — коммуна во Франции, находится в регионе Пикардия. Департамент коммуны — Эна. Входит в состав кантона Гиньикур. Округ коммуны — Лан.
Код INSEE коммуны — 02761.

## Население
Население коммуны на 2010 год составляло 214 человек.
| 1962 | 1968 | 1975 | 1982 | 1990 | 1999 | 2010 |
| ---- | ---- | ---- | ---- | ---- | ---- | ---- |
| 120  | 86   | 75   | 76   | 110  | 109  | 214  |

## Экономика
В 2010 году среди 124 человек трудоспособного возраста (15—64 лет) 97 были экономически активными, 27 — неактивными (показатель активности — 78,2 %, в 1999 году было 78,3 %). Из 97 активных жителей работали 90 человек (49 мужчин и 41 женщина), безработных было 7 (4 мужчины и 3 женщины). Среди 27 неактивных 10 человек были учениками или студентами, 6 — пенсионерами, 11 были неактивными по другим причинам.